# Municipio de Kingston (Illinois)
El municipio de Kingston (en inglés: Kingston Township) es un municipio ubicado en el condado de DeKalb en el estado estadounidense de Illinois. En el año 2010 tenía una población de 3519 habitantes y una densidad poblacional de 37,62 personas por km².

## Geografía
Según la Oficina del Censo de los Estados Unidos, el municipio tiene una superficie total de 93.53 km², de la cual 92,6 km² corresponden a tierra firme y (1 %) 0.93 km² es agua.

## Demografía
Según el censo de 2010, había 3519 personas residiendo en el municipio de Kingston. La densidad de población era de 37,62 hab./km². De los 3519 habitantes, el municipio de Kingston estaba compuesto por el 95,99 % blancos, el 0,71 % eran afroamericanos, el 0,23 % eran amerindios, el 0,28 % eran asiáticos, el 1,65 % eran de otras razas y el 1,14 % eran de una mezcla de razas. Del total de la población el 7,27 % eran hispanos o latinos de cualquier raza.